# Белянкин, Лавр Лаврович
Белянкин Лавр Лаврович (1840-е — 1910-е) — график, художник-миниатюрист, журналист-карикатурист, иллюстратор и литератор второй половины XIX — начала XX вв., поэт, переводчик и издатель. 

## Биография
Происходил из купеческого рода Белянкиных костромского происхождения, восходящего к XVII в., представитель с.-петербургской ветви. Сын коллежского секретаря. Потомственный дворянин. 
С детства вращался в купеческой среде, знаток хара́ктерного купеческого быта и нравов, что впоследствии нашло отражение в его художественном творчестве. Воспитывался в Санкт-Петербургской второй гимназии, в 1860 окончил полный курс оной, однокашник Ивана Владимировича Вильсона, впоследствии председателя Санкт-Петербургского коммерческого суда. Владел английским и испанским языками. После окончания гимназии во второй половине 1860-х некоторое время служил в ведомстве Главного общества российских железных дорог. 
На рубеже 1900-х служил по ведомству Духовного правления при протопресвитере военного и морского духовенства Синода, старостой не сохранившейся церкви благоверного князя Александра Невского Успенского военного кладбища в Санкт-Петербурге. За заслуги по ведомству Протопресвитера военного и морского духовенства в 1897 преподано благословение Святейшего Синода с грамотой. За заслуги по тому же ведомству, по представлению обер-прокурора Синода, ко дню рождения императора Николая II пожалован орденом Святого Станислава 3 степени (6.05.1899) и орденом Святой Анны 3 степени (6.05.1902). За заслуги в деле призрения военных чинов и их семей в период Русско-японской войны 1904—1905 годов пожалован, по духовному ведомству, кавалером ордена Святого Станислава 2 степени (6.12.1905). 
С начала 1860-х годов стал известен как карикатурист и сотрудник, по художественной части, юмористических и сатирических журналов либерального толка «Искра», «Заноза», «Будильник», «Шут», «Осколки», «Развлечение» и др. С некоторыми из них, в частности с «Развлечением», сотрудничал десятки лет, в последний год сотрудничества заведовал художественным отделом и редакцией журнала. Начало художественной деятельности Белянкина в качестве карикатуриста сатирических журналов относится ко времени его учёбы во Второй Санкт-Петербургской гимназии. В 1880-х заведовал художественным отделом журнала «Осколки». Тогда же — в середине 1860-х, сотрудничал в журнале «Отечественные записки», в котором опубликовал несколько литературных произведений, в том числе в жанре рассказа в стихах.
Белянкин жил на две столицы, однако, начиная с 1880-х, большую часть времени работал иллюстратором в московских повременных изданиях. После прекращения в 1886 сотрудничества с «Развлечением», в том же — 1886, с 28 ноября Главным управлением по делам печати утверждён редактором нового журнала. В январе 1887 редактировал три номера московского литературно-юмористического иллюстрированного журнала «Еженедельник», который затем был прекращён вследствие разногласий между Белянкиным (редактором) и типографщиком, титулярным советником Владимиром Фёдоровичем Рихтером (издателем). В ходатайстве от 11 февраля 1887, поданном в Московский цензурный комитет о прекращении журнала, Белянкин писал, что «я подал Цензурному комитету докладную о необходимости приостановить выпуск… номеров журнала „Еженедельник“, на которые я не могу дать моей подписи, так как состоящий издателем „Еженедельника“ типографщик Рихтер своим вмешательством лишает меня возможности вести редакционные дела согласно моим убеждениям и обязательствам, данным мною Главному управлению по делам печати».
Белянкин был известен как художник сатирических журналов и иллюстрированных газет. Однако, материалы его личного архивного фонда свидетельствуют, что он серьёзно увлекался музыкой, в частности романсами, сочинял стихи, эпиграммы и политические памфлеты, выступал как чтец, писал публицистические статьи, рассказы и сказки, в том числе в стихотворной форме, сделал переводы нескольких пьес У. Шекспира («Гамлет», «Макбет», «Ричард III») и стихотворной поэмы Э. А. По «Колокола», написал заметки к биографии У. Шекспира и краткие биографии композиторов А. С. Даргомыжского, Винченцо Беллини и Джоаккино Россини, очерк о гастролировавшем в России итальянском актёре Томмазо Сальвини в шекспировских ролях, состоял в переписке со многими представителями русской литературы, театра, культуры и искусств.
В 1890-х Белянкин стал известен как книжный иллюстратор. Вместе с академиком Павлом Петровичем Соколовым принял участие в оформлении иллюстрированного выпуска романа «Евгений Онегин», знаменитого подарочного издания В. Г. Готье 1893 года, по отзывам, являвшегося «самым изящным и самым роскошным из всех, появлявшихся в свете до сих пор». В книге карандашу Белянкина принадлежит только два рисунка, изображающих Татьяну со старой няней и последнее объяснение Онегина с Татьяной. По мнению современных литературоведов, наряду с иллюстрациями Соколова они обладают выдающимися художественными достоинствами, точно передают типы и характеры людей пушкинской поры, «дух эпохи». По мнению же его современников, не входя «в оценку этих двух рисунков, мы находим, что не подходят они к остальным иллюстрациям ни по тону, ни по характеру изображенных в них лиц». Карандашу его же — Белянкина, так же принадлежит несколько портретов А. С. Пушкина и ему посвящённых иллюстраций, напечатанных много ранее — в 1880, в иллюстрированных изданиях А. А. Гатцука, в которых Белянкин заведовал по художественной части.
Автор миниатюр для знаменитого художественно-этнографического альбома «Русские народы: наброски пером и карандашом», изданного в 1894 под редакцией профессора Н. Ю. Зографа и ныне представляющего огромную библиографическую редкость, как в отдельных выпусках, так и в полном собрании. Для подготовки иллюстраций к этому изданию Белянкин получил специальное разрешение работать в Дашковском этнографическом музее, а научно-художественная работа в издании профессора Зографа принесла Белянкину известность как популяризатора этнографических наук и членство в Этнографическом отделе Императорского общества любителей естествознания, антропологии и этнографии, состоящего при Московском университете. Позднее для успеха этнографических экскурсий членов отдела в «коллектировании фотографий видов, типов, жилищ, костюмов и т. п.» Белянкин сделал «щедрое содействие» и приобрел в собственность отдела «хороший фотографический аппарат».
Тогда же — в 1890-х, он дважды переиздал отдельной книгой свою публицистику, ранее печатавшуюся в декабрьской книжке журнала «Отечественные записки» за 1865 год.
Кроме художественно-литературной деятельности, Белянкин занимался созданием коммерческой рекламы, в частности, был автором рисунков на абиссинские мифологические сюжеты для вкладышей в упаковки мыла (1887). Состоял действительным членом Императорского русского общества акклиматизации животных и растений, занимался популяризацией сельскохозяйственных знаний, в 1896 переиздал иллюстрированный справочник по пчеловодству, написанный профессором Варшавского университета Н. В. Насоновым.

## Творчество
Отдельные издания:
- Белянкин Л. Л. Из прошлого: Рассказ Л. Л. Белянкина. — М.: Типо-лит. т-ва И. Н. Кушнерев и К°, 1892.
- Белянкин Л. Л. Из прошлого: Рассказ Л. Л. Белянкина. — М.: тип. А. В. Васильева, 1899.

Книжная иллюстрация:
- Монтгомери Ф. Синяя вуаль: Повесть для детей старшего возраста / Соч. Монгомери; Пер. с англ. С. Федорович с 11 рис. в тексте худож. Л. Белянкина. — М.: Т-во И. Н. Кушнерев и К°, 1890.
- Альбом портретов и автографов выдающихся деятелей науки, искусства, литературы и политики всего света / Изд. Е. С. Урусовой; рисовал Л. Белянкин. — М.: Фототип. т-ва И. Н. Кушнерев и К°, 1892. Издание было выпущено с благотворительной целью.
- Пушкин А. С. Евгений Онегин: Роман / А. С. Пушкин; 6 рис. и 16 виньеток акад. Павла Петровича Соколова, 2 рис. Л. Л. Белянкина, фототип. К. А. Фишера. — М.: В. Г. Готье, 1893.
- Русские народы: Наброски пером и карандашом: Ч. 1: Европейская Россия: Вып. 1-3 / Рисунки Л. Л. Белянкина; Текст под ред. проф. Н. Ю. Зографа — М.: Т-во И. Н. Кушнерёв и К°, 1894. Издание было не закончено. Вторая часть в двух выпусках, посвященных народам Кавказа (Ч. II. Вып. 4), Среднеазиатских владений России и Сибири (Ч. II. Вып. 5) не была издана. Рукопись хранится в фонде Л. Л. Белянкина[20].

## Литературные отзывы
Отзывы известных журналистов В. А. Гиляровского и В. М. Дорошевича стали хрестоматийной характеристикой «злого карандаша» Белянкина как карикатуриста-шестидесятника «Искры», «Будильника» и «Развлечения», основоположника и хранителя «традиций боевого сатирического рисунка 60-х годов». Современники отмечали его необычайный талант в передаче хара́ктерных и типичных «физиономий» лиц разных сословий той бурной эпохи, которая началась реформами императора Александра II и закончилась его убийством.
Деятельности Белянкина в 1880-е годы в журнале «Развлечение» посвящены воспоминания В. А Гиляровского: «Лавр Лаврович Белянкин, неподкупно честный человек, но „злой на перо“, сотрудник „Развлечения“ с начала издания, известный художник-миниатюрист с четким рисунком, умевший схватывать типичные черты оригинала и живо передававший сходство лиц. Он одевался по моде, нюхал „головкинский“ дорогой табак из золотой табакерки времен Людовика XVI и жил в своем доме на Мещанской, недалеко от Сухаревки, на которую ходил каждое воскресенье, коллекционируя миниатюры и рисунки . Он работал в „Развлечении“ постоянно, но давал только то, что сам хотел, и никакой критики и замечаний редактора не выносил <…> Если ему и давали тему — он исполнял только ту, которая ему по душе. Карикатурист 60-х годов, он был напитан тогдашним духом обличения и был беспощаден, но строго лоялен в цензурном отношении: никогда не шел против властей и не вышучивал начальство выше городового. Но зато уж и тешил свое обличающее сердце, — именно сердце, а не ум — насчет тех, над которыми цензурой глумиться не воспрещалось, и раскрыть подноготную самодура-купца или редактора газеты считал для себя великим удовольствием».
В. М. Дорошевич писал о работе в редакции позднего «Будильника»: «Приполз Лавр Лаврович Белянкин. Старик. Остаток давних лет. Карикатурист старого „Развлечения“, кажется — ещё „Искры“. Воспоминание героических времен русской журналистики — Курочкиных, Миллера. Он рисует злющие карикатуры <…> был остатком тех времен, когда рисовали и писали / — Зло <…> Чудесный портретист-миниатюрист <…> удивительно улавливал сходство».
Другой журналист и литератор — И. И. Ясинский, вспоминал о работе Белянкина в изданиях А. А. Гатцука: «В июле он [А. А. Гатцук] уехал в Казань на археологический съезд <…> а я редактировал газету самостоятельно. В это время я познакомился с Николаем Ивановичем Костомаровым, который пожелал дать нашей газете фантастическую повесть под названием „Сорок лет“. Костомаров остановился в Лоскутной гостинице, а я бывал у него по вечерам, вместе с сотрудником „Газеты Гатцука“ Лавром Лавровичем Белянкиным, весьма образованным человеком для художника — он доставлял нам рисунки. Белянкин был большой говорун и умел занимать Костомарова. Как-то мы стали с Белянкиным восторгаться доблестью запорожцев. Как набросился на нас Костомаров! Он стал кричать на нас, что это разбойники, грабители, и, признаюсь, мигом нас убедил в этом. У него болели тогда глаза, и Белянкин, бывший врагом курения, посоветовал ему бросить табак, уверяя, что никотин гибельно действует на зрение <…> Повесть „Сорок лет“ я и Белянкин в присутствии автора читали вслух в помещении редакции, когда приехал Гатцук. На всех она произвела необыкновенное впечатление <…> Л. Л. Белянкин свел меня с покойным Фёдором Богдановичем Миллером, московским поэтом, издававшим сатирический журнал „Развлечение“. Я написал шутку о корреспонденте, который отправляется на театр войны, но, получив аванс, предается неумеренному пьянству, впадает в белую горячку, принимает Москву за неприятельский лагерь, дебоширит, теряет образ человеческий и, наконец, совершенно обалделый, попадает в балаган, где его наряжают диким индейцем и заставляют есть живых голубей. Белянкин иллюстрировал рассказ и придал чертам корреспондента сходство с чертами одного, уже известного в то время, а теперь гремящего на всю Москву, репортера. Прошло много лет. В минувшем году я был в Москве, и вдруг мне рассказывают об этом репортере, ныне собственнике большой газеты: „Что, каков, батюшка! Миллионер! А ведь было время, глотал живых голубей. Честное слово; многие ещё помнят!“ Так создаются литературные легенды и мифы».
По работе в популярном журнале «Осколки» с Белянкиным был знаком писатель и драматург А. П. Чехов. Он стал автором выражения «тип Белянкина», которым характеризовал в своей переписке типичные черты журналиста-сатирика, критиковавшего драматические сочинения. Журналист и писатель А. С. Лазарев-Грузинский вспоминал в декабре 1913 г.: «Лавр Лаврович Белянкин, Мафусаил среди русских карикатуристов, кажется, жив до сих пор. Я встречал его в Москве года 1 ½ — 2 назад <…> Чехов очень забавно умел представлять Л. Л. Белянкина, едва ли не самого свирепого из всех свирепых московских журналистов. Словами „тип Белянкина“ он рисовал мне совершенно ясный и законченный тип».

### Судебная хроника
Мемуары Гиляровского, Богушевича, Ясинского и др. свидетельствуют о московском периоде жизни Белянкина. Более ранние отзывы, отмечающие несомненный талант художника улавливать типичные черты людей своей эпохи и предавать в рисунках «дух времени», относятся непосредственно к середине 1860-х. Они связаны с судебной хроникой, однако, представляют несомненный интерес в раскрытии малоизвестных обстоятельств с.-петербургского периода жизни художника.
Тогда Л. Л. Белянкин, по стечению обстоятельств, стал главным свидетелем в уголовном деле о мошенничестве своего знакомого, отставного титулярного советника Александра Алексеевича Бильбасова, обвиненного в обманном присвоении чужого имущества, с употреблением подложной расписки, на сумму 30 000 руб. Судебный процесс начался 25 августа 1867 года в уголовном отделении С.-Петербургского окружного суда, вызвал большой общественный резонанс и широко освещался на страницах столичных периодических изданий.
По решению присяжных, признавших обвиняемого виновным, но заслуживающим снисхождения, суд приговорил Бильбасова к лишению прав состояния и к ссылке в Томской губернии. Однако, в апелляции Сената к делу подключился известный юрист, присяжный поверенный А. В. Лохвицкий, специализировавшийся по делам о мошенничестве. Он построил линию защиты именно на показаниях Белянкина, обратившего внимание на отставного статского советника Адольфа Викентьевича Дмоховского [потерпевшего, поверенного П. А. Засецкой] из-за его «характерной физиономии» и наблюдавшего за Дмоховским при его встрече с Бильбасовым в популярном кафе Доминика на Невском проспекте.
По решению сенатской кассации, в новом заседании уголовного отделения С.-Петербургского окружного суда, состоявшегося 5 и 6 октября 1868 года, Белянкин показал, что «в конце февраля 1865 года, сошедшись на Невском, у Караванной, с Субботиным, они оттуда отправились к Доминику; Белянкин любит это кафе, потому что там можно получить всевозможные газеты, и во-вторых, встретить довольно интересных для него, как рисовальщика, карикатур для сатирических журналов и человека, занимающегося литературой; обыкновенно, Доминика посещают все одни и те же лица, но зато там можно встретить подчас такую личность, которая сторицей вознаградит за скучное однообразие; на таких новых личностей обращают внимание все, и особенно он, г. Белянкин, карикатурист; к таким личностям принадлежит и личность г. Дмоховского».
В стенограмме судебного заседания говорилось: «Немного спустя после его [Белянкина] прихода вошел Бильбасов, поздоровался с ним и подошел к сидевшему тут же господину, физиономия которого показалась свидетелю замечательною, почему он обратил на разговаривавших все свое внимание, так что может положительно сказать, что документов или каких бумаг передаваемо не было, иначе это не ускользнуло бы от внимания свидетеля.
Прокурор. Вы сказали, что не спускали глаз с разговаривающих; что побудила вас к этому?
Белянкин. То, что Бильбасова я знал, как своего бывшего поверенного, а Дмоховский обратил мое внимание своею наружностью.
Прокурор. Что же в ней обратило ваше внимание?
Белянкин. В его наружности есть некоторые характеристические черты».
В том же заседании адвокат Лохвицкий обращался к присяжным заседателям: «Белянкин, рисующий недурные карикатуры для сатирических журналов, и потому обращающий внимание на характеристические физиономии, засмотрелся на оригинальное лицо незнакомца, к которому подошел г. Библьбасов, и о котором он узнал от г. Белянкина, что его фамилия Дмоховский; теперь присяжным предстоит решить, стоит ли физиономия г. Дмоховского того, чтоб в нее вглядываться, хороший ли физиономист г. Белянкин; но, впрочем, это дело вкуса. Что же касается лично г. защитника, то он вполне отдает справедливость вкусу г. Белянкина; недели три, четыре назад, ему пришлось быть в Сенате: там он встретил человека пожилых лет и был поражен типичностью его физиономии и впоследствии узнал, что это г. Дмоховский».
Из дальнейших материалов следует, что благодаря профессиональной наблюдательности Белянкина, связанной с его работой карикатуристом периодических изданий, и таланту адвоката Лохвицкого, обратившего «внимание присяжных на физиономию противника с тем, чтобы решить: стоит ли она того, чтобы поместить ее в карикатуре, и потом тотчас же высказать, что стоит», в повторном судебном заседании А. А. Бильбасов был оправдан и освобожден. Материалы этого дела вошли в историю российской адвокатской практики и вызвали восторг в среде столичной интеллигенции того времени.

## Происхождение. Родственные связи
В редких биобиблиографических статьях по истории русской журналистики, в которых упоминается Л. Л. Белянкин, ничего не говорится о его происхождении, кроме того, что он был сыном коллежского секретаря. Однако, среди его рукописей и документов, хранящихся в рукописном отделе Бахрушинского музея, находится документ под названием «Расчет по взысканию с подрядчиков купцов Очкина [Николая], Кашковского [Андрея], поверенного графа Орлова [крестьянина] Маринина [Меньшого] и чиновников на содержание Комиссии для исследования действий Провиантского департамента» и датированный 1823 годом. В документе приведены сведения о суммах судебного взыскания с купцов недоимок за казённые подряды на поставки провианта для военных нужд, и о суммах штрафного взыскания с чиновников провиантского ведомства «найденных по делам сих подрядчиков виновными». Этот документ касается сведений о службе близких родственников Белянкина и приоткрывает тайну его происхождения.
Одним из военных ревизоров, оштрафованных на сумму годового оклада, показан военный советник Меркурьев [Павел Иванович] — второй муж Прасковьи Осиповны, урождённой Белянкиной, двоюродной бабушки Л. Л. Белянкина. Начиная с 1823 года, к которому относится вышеназванный документ, она вместе с родными сёстрами — Анной, Екатериной и Марией, вела многолетнюю судебную тяжбу за наследство отца против родного брата — Михаила Осиповича, деда Л. Л. Белянкина, а после его смерти в том же — 1823, против опекунов 8-летнего, оставшегося сиротой, племянника — Лавра Михайлова, отца Л. Л. Белянкина. Наследственная тяжба между родственниками велась за благоприобретённое имение Осипа Белянкина, прадеда Л. Л. Белянкина, женатого дважды и от двух браков имевшего четырех сыновей и четырех дочерей. Основной капитал благоприобретенного имения Осипа Белянкина состоял из двух домов и торговой лавки в С.-Петербурге.
- Иосиф (Осип) Дмитриев[40] Белянкин (1751 — январь 1814) — прадед Л. Л. Белянкина. Младший сын костромского 3-й гильдии купца Дмитрия Ларивонова Белянкина (1716—1780), торговавшего холщовым товаром. С.-Петербургский 2-й гильдии купец и домовладелец, торговавший европейским сукном, закупавшимся в Риге и Ревеле, в том числе по казённым подрядам. Состоял в городской службе столицы с конца 1780-х годов. В конце XVIII — начале XIX вв. избирался городовым старостой, затем советником Камерального департамента[41] С.-Петербургского городового правления в должности и звании бургермейстера[42] и выслужил потомственное дворянство. Высочайшим указом от 19.02.1799, императором Павлом I из купеческого звания пожалован в чин надворного советника «с купеческим правом»[43], с оставлением в должности с.-петербургского бургомистра; с 1811 по 1814 — в том же чине и в той же должности служил старшим [старшиной] присутствия [cудьей] С.-Петербургского сиротского суда. В 1810-х годах неоднократно избирался конкурсным управляющим [куратором] над имениями обанкротившихся должников и по делам сиротской опеки. Умер в январе 1814 года, не оставив завещания относительно своего благоприобретенного имения, обремененного долгами. По-видимому, был женат дважды. Первым браком на некой Ульяновой Прасковье. Вторым браком на Александре Григорьевой. От двух браков имел сыновей Михаила (? — 1823), Василия (? — 1819), Ивана (? — 1822), Александра (? — 1822) и дочерей — Прасковью (в первом браке — Устеева, во втором браке — Меркуриева), Анну (в браке Германова), Екатерину (в браке Иванова) и Марию (девица). Все сыновья — от второго брака, из них только старший — Михаил, в ноябре 1813 отделился от отца. Однако, некоторое время он со своей семьей продолжал жить на иждивении отца и в его доме. Три младших сына Осипа — Василий, Иван и Александр, умерли холостыми, едва достигнув совершеннолетия, не оставив после себя никакого имущества, потомства не имели и не успели поучаствовать в разделе наследства отца. Благоприобретенное имение О. Д. Белянкина и его наследников включало в себя два дома и магазин: 1-й дом под № 15 (1822) по Большой Конюшенной улице, а по прежней Табели под № 5, 1-го квартала 2-й Адмиралтейской части[44]; 2-й дом под № 521 (1822) по 1-му Спасскому переулку[45] и улице Средней[46], а по прежней Табели под № 476, 4-го квартала 2-й Литейной части; каменная торговая лавка с галереей, крытая железом, внизу под оной кладовая со сводом, под № 138 (1822), а по прежней Табели под № 26, состоящая в 3-й Адмиралтейской части, внутри Большого Гостиного двора.

Семья О. Д. Белянкина и его наследники жили в доме на ул. Б. Конюшенной, которым владели с 1780-х по 1830-е годы, в престижном районе, входившем в так называемый «золотой треугольник» С.-Петербурга. В состав городской усадьбы входил каменный дом с флигелями, деревянный дом с каменным флигелем с крыльями, дворовые службы и сад. Когда все его дети достигли совершеннолетия (1820) и опека над его имением была прекращена, наследство, одновременно с прекращением опеки, подверглось секвестру на уплату долгов. По указу С.-Петербургского губернского правления, в октябре 1820 имущество дома на ул. Б. Конюшенной продавалось с публичного торга. Тогда желающие могли купить «имение, оставшееся после умершего надворного советника с купеческим правом Осипа Белянкина, состоящее из образов, серебра, медной посуды, мебели красного и простого дерева, картин и экипажей, оцененное в 872 р. 62 к. в срок сего октября <…> 2 Адмирал. части 1 квартала, в доме его под № 5, на месте».
Тогда же — в первой половине 1820-х, дом Белянкиных на Б. Конюшенной стали арендовать государственные учреждения. В частности, начиная с 1823 года здесь находилось с.-петербургское Училище солдатских дочерей полков лейб-гвардии № 2, состоящее под управлением подполковницы Бурмейстер, члена комитета Правления Училищ солдатских дочерей полков лейб-гвардии. Хотя это было благотворительное учреждение, созданное и состоящее под непосредственным покровительством императрицы Марии Фёдоровны, оно входило в систему государственного социального призрения, созданную вдовствующей императрицей, служба в которой считалась государственной. Желающие могли приобрести или заказать в доме Белянкиных изготавливаемые воспитанницами училища разнообразные вещи, перечень которых был довольно обширен.
- Михаил Иосифович (Осипович) Белянкин (? — 1823) — с.-петербургский 3-й гильдии купец, дед Л. Л. Белянкина. Старший сын [от второго брака] надворного советника с купеческим правом, с.-петербургского бургермейстера О. Д. Белянкина. В ноябре 1813 отделился от капитала отца, получив от него «особое награждение»; на прошении отца подписался «на сей выдел отца моего согласен». Однако, несмотря на утверждение отдела в С.-Петербургском магистрате, до сентября 1814 продолжал жить в доме отца. После смерти О. Д. Белянкина над его [Осипа] имением была учреждена опека до достижения всеми наследниками совершеннолетия. Прошение М. О. Белянкина о том, чтобы при разделе имения его отца иметь в виду и следующую ему часть, оставлено без удовлетворения, так как он отделился от отца при его жизни. По требованию С.-Петербургского сиротского суда, в сентябре 1814 освободил занимаемую часть отцовского дома. После секвестра отцовского наследства и смерти всех младших братьев, М. О. Белянкин в 1823 возбудил дело с требованием утверждения за ним наследства после отца его и братьев, за выделом указной части матери — Александре Григорьевой, и законных долей незамужним сёстрам — девицам Екатерине и Марии; старших же сестёр — Прасковью и Анну, потребовал отстранить от наследования, как достаточно награжденных при их выдаче в замужество. В то время с семьей проживал в доме под № 298 мещанки Анны Михайловой, а по прежней Табели под № 295 купца Быкова (1822), по 3-й линии 3-го квартала Васильевской части[49]. В том же — 1823, умерла его мать — Александра Григорьевна Белянкина, прабабушка Л. Л. Белянкина, не требовавшая указной ей части имущества мужа после его смерти и не оставившая никакого имущества; вслед за ней сын — купец Михаил Осипович, дед Л. Л. Белянкина, оставивший вдову и пятерых детей, которые, по праву представления, наследовали тяжбу отца и в лице своих опекунов[50] продолжали её против родных своих тёток о наследстве, оставшемся после деда, бабки и дядей. Среди наследников тяжбы, чьи интересы представляли опекуны, был и 8-летний Лавр Михайлович, отец Л. Л. Белянкина.
- Прасковья Иосифовна (Осиповна) Белянкина, в первом браке Устеева, во втором браке Меркуриева (? — после 1834) — военная советница, старшая сестра с.-петербургского купца М. О. Белянкина, двоюродная бабушка Л. Л. Белянкина. В августе 1823 возглавила своих сестер — Анну, Екатерину и Марию, в судебной тяжбе по оспариванию наследования имения отца наследниками Михаила Белянкина[51]. Была замужем дважды. Первым браком за с.-петербургским купцом Петром Егоровым Устеевым. Овдовев, вторым браком в октябре 1807 вышла замуж за коллежского советника Павла Иванова Меркуриева[52], чиновника Государственной канцелярии, для которого женитьба на вдове Устеевой стала первым и единственным браком. Венчались в церкви Святого Пантелеймона при Партикулярной верфи. Поручителем по невесте выступал её отец — надворный советник с купеческим правом Иосиф Дмитриев Белянкин[53]. Коллежский советник П. И. Меркуриев был хорошо знаком с видным государственным деятелем, действительным тайным советником А. Н. Олениным, под началом которого служил в Государственной канцелярии, и с действительным тайным советником Василием Андреевичем Слободским, вместе с которым служил там же. А. Н. Оленин в октябре 1808 стал крёстным отцом первенца П. И. и П. О. Меркуриевых — Константина[54]; В. А. Слободской в ноябре 1812 стал крёстным отцом их младшего сына — Александра[55]. Крёстной матерью двоюродных дядек Л. Л. Белянкина в обоих случаях была их бабушка — Александра Григорьева Белянкина, жена надворного советника с купеческим правом О. Д. Белянкина.

Заведуя делами 4-го отделения Провиантского департамента, военный советник П. И. Меркуриев, наряду с другими вышестоящими и нижестоящими чиновниками департамента и подведомственных провиантскому ведомству мест, допустил служебную халатность, не обеспечив должный контроль по залогам и исполнением контрактов 1811—1814 годов по поставке провианта в запасные магазины несколькими купеческими подрядчиками и по денежным с ними расчетами, на сумму в несколько миллионов рублей. Для ревизии в 1813 высочайше была учреждена особая Комиссия для исследования действий Провиантского департамента. По результатам ревизии на всё имение [имущество] П. И. Меркуриева и других чиновников провиантского ведомства и подведомственных ему мест, прикосновенных к делу, равно на имущество исполнителей и поручителей по контрактам, в 1817 было наложено запрещение в возмещение убытков казны, а сам Меркуриев подал прошение об отставке со службы. Высочайшим указом от 1 февраля 1817, был уволен, согласно прошению, из провиантского штата, однако, без выдачи ему увольнительного вида «доколе не соберутся сведения, что на него никакого взыскания не имеется». Кроме запрещения имения на П. И. Меркуриева был наложен судебный штраф в размере годового его оклада, получаемого по должности начальника 4-го отделения. Часть материалов по этому делу высочайше учрежденной Комиссии для исследования действий Провиантского департамента и находится в личном фонде Л. Л. Белянкина в Бахрушинском музее.
- Анна Иосифовна (Осиповна) Белянкина, в браке Германова (? — после 1834) — купчиха, старшая сестра с.-петербургского купца М. О. Белянкина. Была замужем за ревельским купцом Германовым. Двоюродная бабушка Л. Л. Белянкина. В августе 1823 вместе с сёстрами — военной советницей Прасковьей Меркуриевой и девицей Марией Белянкиной выдала доверенность губернскому секретарю Захару Васильеву Грацинскому (? — 30.08.1834) «на хождение по делу об имении отца нашего, надворного советника с правом купечества Осипа Белянкина».
- Екатерина Иосифовна (Осиповна) Белянкина, в браке Иванова (? — 1828) — надворная советница, младшая сестра с.-петербургского купца М. О. Белянкина. Двоюродная бабушка Л. Л. Белянкина. В сентябре того же — 1823 года, в котором началась судебная тяжба за наследство её отца, вышла замуж за коллежского асессора и кавалера Бориса Николаевича Иванова (1786 — 15.08.1856), служившего в должности журналиста Ссудной казны С.-Петербургского отделения Императорского Воспитательного дома. Венчались в церкви Введения во храм Пресвятой Богородицы лейб-гвардии Семёновского полка[57]. Поручителями по невесте выступили с.-петербургский 2-й гильдии купец и почётный гражданин Григорий Григорьев Никонов, и ревизор Экспедиции заготовления государственных бумаг, состоявший для наблюдения при изготовлении, печатании и номеровании ассигнационных листов и штемпелевании гербовой бумаги, титулярный советник Григорий Ильин Кашкин. Поручителями по жениху выступили директор Ссудной казны С.-Петербургского отделения Императорского Воспитательного дома, действительный статский советник Арист Павлович Энгельсон и надворный советник Егор Яковлевич Власов, служивший секретарем Совестного суда С.-Петербургской губернии. Надворная советница Е. О. Иванова также участвовала в судебной тяжбе о наследстве отца на стороне своих сестёр. После её ранней смерти, овдовевший Б. Н. Иванов был назначен одним из опекунов совместных малолетних детей и представлял их интересы, по праву наследования материнского имения, в их судебной тяжбе с двоюродными братьями и сёстрами — детьми М. О. Белянкина. Впоследствии он служил коллежским советником в конторе типографии Правительствующего Сената и оставался вдовцом.
- Мария Иосифовна (Осиповна) Белянкина (? — до 1834) — младшая сестра с.-петербургского купца М. О. Белянкина. Двоюродная бабушка Л. Л. Белянкина. Девица. В августе 1823 вместе с сестрами — военной советницей Прасковьей Меркуриевой и ревельской купчихой Анной Германовой, выдала доверенность губернскому секретарю Захару Васильеву Грацинскому (? — 30.08.1834) «на хождение по делу об имении отца нашего, надворного советника с правом купечества Осипа Белянкина».
- Лавр Михаилович Белянкин (1815 — до 1864) — коллежский секретарь, финансовый чиновник. Отец Л. Л. Белянкина. Один из пяти детей с-петербургского 3-й гильдии купца М. О. Белянкина, опекуны которых вели судебную тяжбу с их родными тётками за наследство деда. Оставшись сиротой в 8-летней возрасте, в 1825 году был определён в число штатных воспитанников Императорского С.-Петербургского коммерческого училища, курс которого окончил в 1832 году[58] со званием кандидата коммерции. В том звании в августе 1838 года первым браком женился на девице католического вероисповедания Каролине Лизандер, от которой имел сына — Лавра Лавровича Белянкина. Впоследствии в чине коллежского секретаря служил чиновником особенной канцелярии министра финансов по кредитной части. В том чине и в той должности, в возрасте 41-летнего вдовца, в июле 1856 вторым браком женился на 31-летней девице Наталье Дмитриевой Волковой (1825 — после 1866), дочери умершего титулярного советника Дмитрий Волкова, мачехе Л. Л. Белянкина. Поручителями по жениху выступили секретарь С.-Петербургского коммерческого суда, коллежский асессор (28.08.1851) Константин Семёнович Казаков (12.03.1810 — 12.05.1864) и с.-петербургский [потомственный] почётный гражданин Алексей Васильевич Попов 1-й (? — 12.01.1895). Поручителями по невесте выступили титулярный советник Министерства внутренних дел Константин Петрович Юргенсон, впоследствии отставной коллежский советник, и брат невесты, губернский секретарь Хозяйственного управления при Святейшем Синоде Афанасий Дмитриевич Волков (1826 — 25.03.1886), впоследствии отставной коллежский советник. Вместе со второй супругой в конце 1850-х — начале 1860-х годов жил на даче под С.-Петербургом, арендуя участок из земель Лесного института.

## Наследник Цесаревич
Судебная тяжба за наследство прадеда Л. Л. Белянкина, которая длилась между дочерями О. Д. Белянкина и их родными племянниками более десяти лет, на протяжении 1823—1835 годов, имеет одну особенность, выделяющую её из общей массы аналогичных судебных споров. Она особенна тем, что материалы дела были положены в курс практических занятий юридическими науками, преподававшихся наследнику цесаревичу Александру Николаевичу. Лекции с разъяснением всех перипетий этого спора, неоднократно рассмотренного в апелляции и кассации Сената, и, в конечном итоге, дошедшего до императора Николая I, будущему императору Александру II читал знаменитый граф М. М. Сперанский.
В конечном итоге, наследство О. Д. Белянкина было утверждено за его внуками — детьми купца Михаила Осипова Белянкина, среди которых был и Лавр Михайлович. Во исполнение указа С.-Петербургского сиротского суда, в июне 1835 года два дома и торговая лавка в Большом Гостином дворе [оценена в 40 000 руб.] опекунами и наследниками О. Д. Белянкина были выставлены на публичную продажу и проданы с публичных торгов за более чем сто пятьдесят тысяч руб., завершив раздел имущества надворного советника между его потомками. Главная городская усадьба — домовладение на ул. Б. Конюшенной, под № 15, по купчей от 15 мая 1836 года, совершенной во 2-м департаменте С.-Петербургской гражданской палаты, опекунами и наследниками О. Д. Белянкина с публичного торга было продано коллежскому советнику и кавалеру Ивану Васильеву Задаеву-Кошанскому, за 72 000 руб. ассигнациями. Ныне на том месте, где до лета 1836 года располагался деревянный с каменным флигелем дом О. Д. Белянкина и его наследников, находится 4-этажный жилой дом под № 15 в стиле неоклассицизма, по ул. Большой Конюшенной, известный как Дом И. В. Кошанского — Дом А. М. Сомова и являющийся памятником архитектуры регионального значения. Дом Белянкиных на углу 1-го Спасского переулка и Средней улицы в Литейной части в то же время был продан старшему адъютанту штаба 1-й Гренадерской дивизии, адъютанту начальника той дивизии, ген.-лейтенанта Александра Петровича Берхмана, лейб-гвардии Егерского полка штабс-капитану Ивану Павловичу Шаблыкину, который построил на его месте 3-этажный доходный дом, практически без изменений сохранившийся до настоящего времени и являющийся памятником архитектуры регионального значения. Он примечателен тем, что с 1872 по 1905 годы домом владела семья Г. Е. Благосветова, редактора журналов «Русское слово» и «Дело».